# Gnophos
Gnophos är ett släkte av fjärilar som beskrevs av Treitschke 1825. Gnophos ingår i familjen mätare.

## Bildgalleri

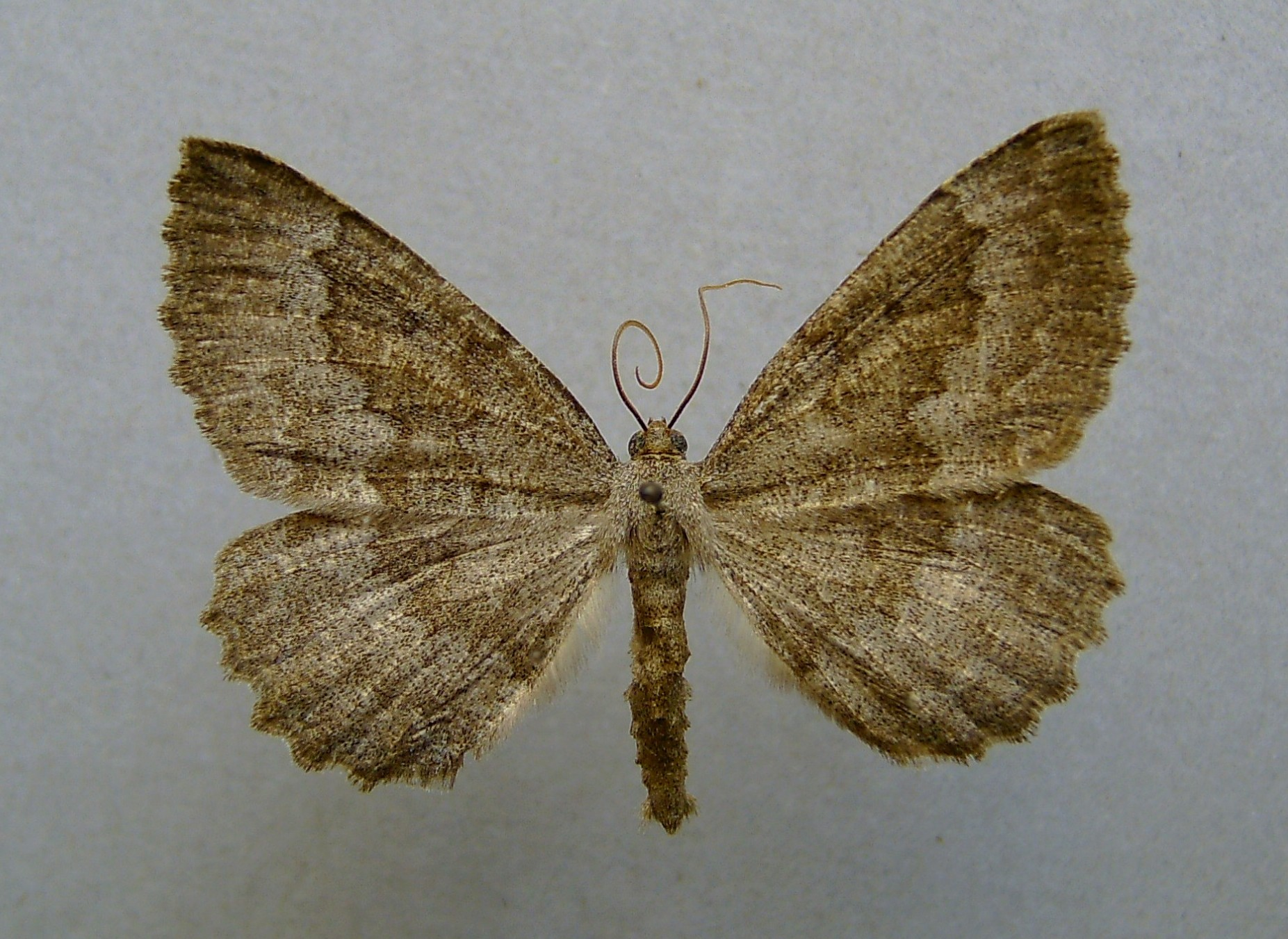
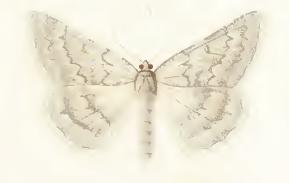
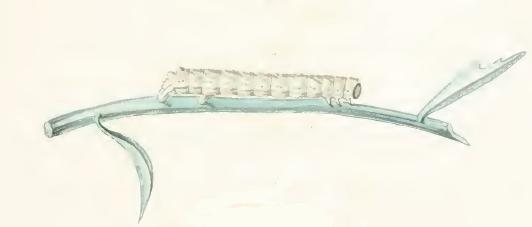
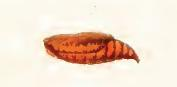
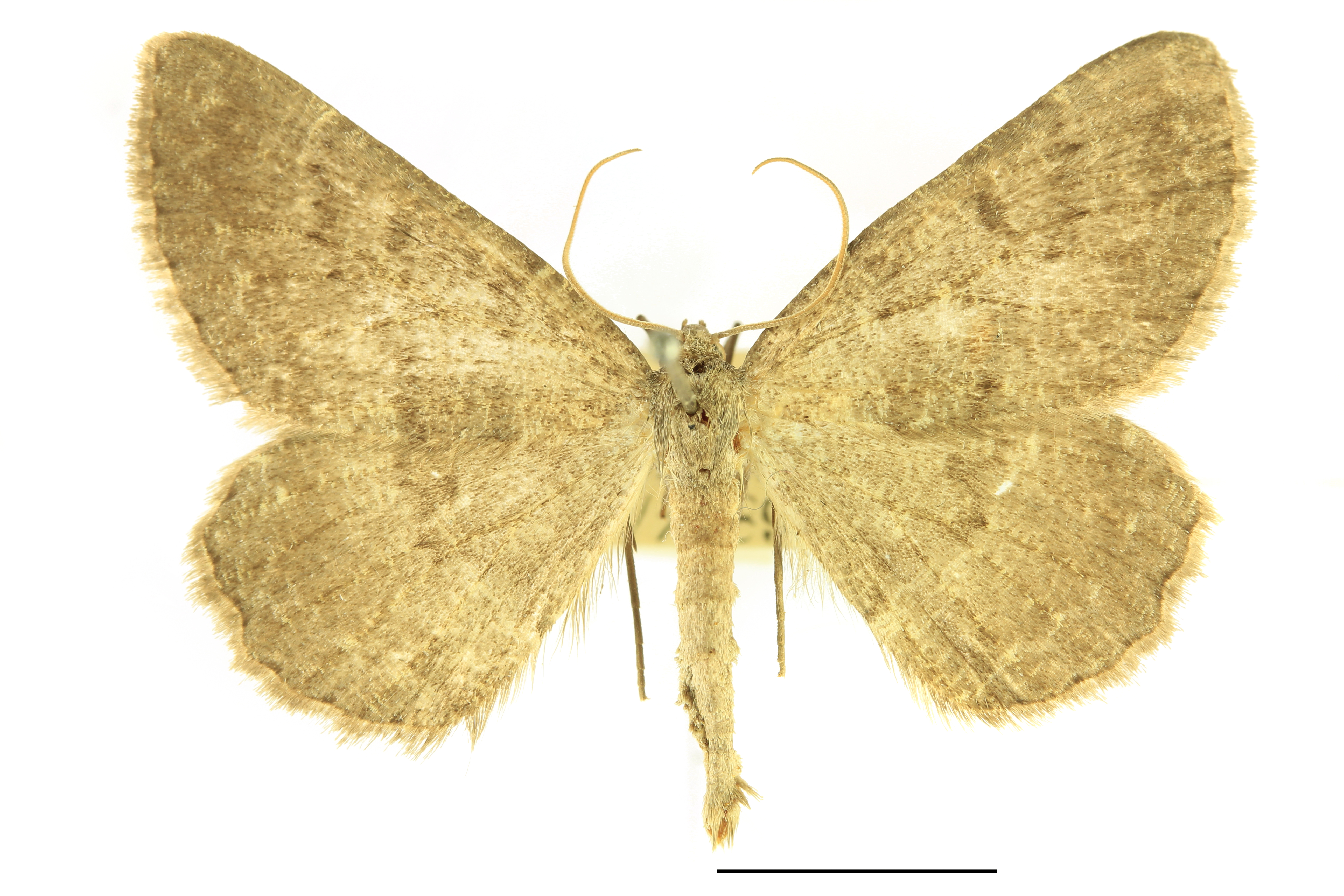
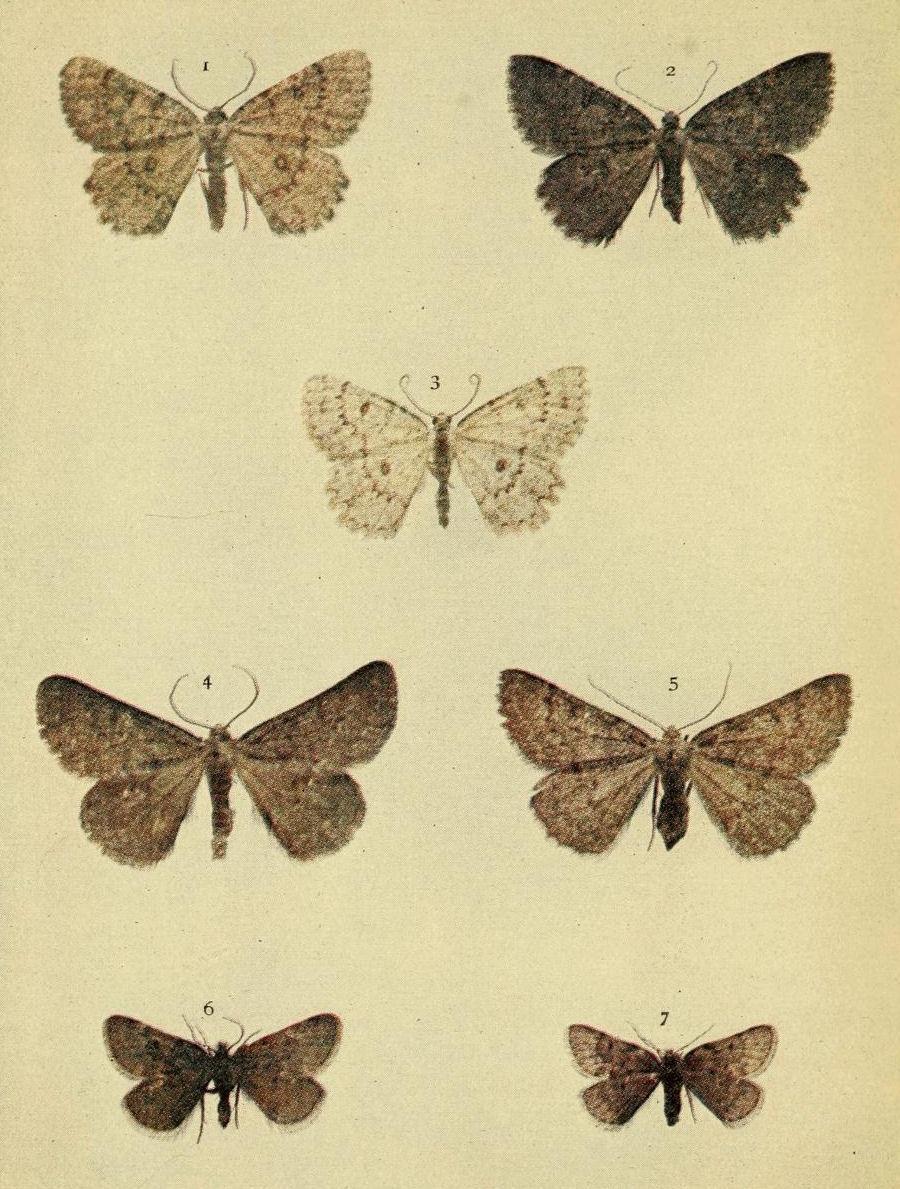

## Dottertaxa tillGnophos, i alfabetisk ordning[1][2]
- Gnophos abbreviata
- Gnophos accipitraria
- Gnophos adjectaria
- Gnophos aenaria
- Gnophos aereus
- Gnophos aethalodes
- Gnophos afflictata
- Gnophos agglomerata
- Gnophos agnitaria
- Gnophos ainuaria
- Gnophos alagnensis
- Gnophos albarinata
- Gnophos albidior
- Gnophos albistellaria
- Gnophos albula
- Gnophos alexandra
- Gnophos ali
- Gnophos alvandica
- Gnophos amabilis
- Gnophos amanensis
- Gnophos ambiguata
- Gnophos amseli
- Gnophos anastomosaria
- Gnophos anastomosis
- Gnophos androgynus
- Gnophos annubilata
- Gnophos anophaea
- Gnophos ansobensis
- Gnophos anthina
- Gnophos anthracinaria
- Gnophos approximata
- Gnophos aragonensis
- Gnophos ardekana
- Gnophos argillacea
- Gnophos argillacearia
- Gnophos argillata
- Gnophos armenia
- Gnophos asymmetra
- Gnophos atra
- Gnophos autumnalis
- Gnophos avilarius
- Gnophos badakhshanus
- Gnophos bartolomensis
- Gnophos bellieri
- Gnophos benepunctaria
- Gnophos benestriata
- Gnophos bezenguis
- Gnophos bicolor
- Gnophos bidentatus
- Gnophos binaloudi
- Gnophos bipartitus
- Gnophos bivinctata
- Gnophos blanca
- Gnophos boarmioides
- Gnophos brachyphora
- Gnophos brandtorum
- Gnophos brunnea
- Gnophos budensis
- Gnophos bundeli
- Gnophos burmesteri
- Gnophos caenosa
- Gnophos calceata
- Gnophos calliceros
- Gnophos canaria
- Gnophos canariensis
- Gnophos canitiaria
- Gnophos canitiata
- Gnophos carbonaria
- Gnophos carnea
- Gnophos carpathica
- Gnophos catenulata
- Gnophos cava
- Gnophos certhiatus
- Gnophos chalcea
- Gnophos chorista
- Gnophos cinerascens
- Gnophos ciscaucasica
- Gnophos clarior
- Gnophos clavellata
- Gnophos claytoni
- Gnophos conferata
- Gnophos conferta
- Gnophos confertata
- Gnophos confluens
- Gnophos corneliata
- Gnophos corsalba
- Gnophos corsica
- Gnophos crenularia
- Gnophos crenulata
- Gnophos creperaria
- Gnophos crossi
- Gnophos culminans
- Gnophos culminata
- Gnophos cyanea
- Gnophos cymbalariae
- Gnophos cymbalariata
- Gnophos darashama
- Gnophos deblonayi
- Gnophos delagardei
- Gnophos deliciaria
- Gnophos delitescens
- Gnophos designata
- Gnophos desperataria
- Gnophos destrigaria
- Gnophos difficilimus
- Gnophos difficilis
- Gnophos diffiniaria
- Gnophos dilucidaria
- Gnophos dilucularia
- Gnophos dinica
- Gnophos dioszeghyi
- Gnophos disertata
- Gnophos dispunctata
- Gnophos distincta
- Gnophos distinctior
- Gnophos dognini
- Gnophos dorkadiaria
- Gnophos doronis
- Gnophos dubitaria
- Gnophos elahi
- Gnophos epicearia
- Gnophos erschoffi
- Gnophos etruscaria
- Gnophos eugonia
- Gnophos euryta
- Gnophos eurytiches
- Gnophos evanidaria
- Gnophos exilis
- Gnophos exsuctaria
- Gnophos externaria
- Gnophos falconaria
- Gnophos falconata
- Gnophos farinosata
- Gnophos farsistana
- Gnophos fasciata
- Gnophos finitimaria
- Gnophos fischeri
- Gnophos formosana
- Gnophos fractifasciaria
- Gnophos francothuringiaca
- Gnophos fumipennaria
- Gnophos furvata
- Gnophos fuscaria
- Gnophos generosa
- Gnophos glaciata
- Gnophos glaucinaria
- Gnophos glaucinata
- Gnophos gorgata
- Gnophos gouini
- Gnophos gozmanyi
- Gnophos graecaria
- Gnophos gremmingeri
- Gnophos grisearia
- Gnophos griseisparsa
- Gnophos grumi
- Gnophos gruneraria
- Gnophos gulsensis
- Gnophos hamadana
- Gnophos helvetica
- Gnophos herrichii
- Gnophos himalayana
- Gnophos hindukushi
- Gnophos hissariensis
- Gnophos hypophana
- Gnophos hypotaenia
- Gnophos idrisarius
- Gnophos illineata
- Gnophos immundata
- Gnophos impectinata
- Gnophos infracinerea
- Gnophos infuscaria
- Gnophos infuscatus
- Gnophos intermedia
- Gnophos intermediaria
- Gnophos interrupta
- Gnophos irrorata
- Gnophos iveni
- Gnophos jurassica
- Gnophos juravolans
- Gnophos kansuensis
- Gnophos kawakamiana
- Gnophos kendevazi
- Gnophos khorassana
- Gnophos klapperichi
- Gnophos kollmorgeni
- Gnophos kononis
- Gnophos korlata
- Gnophos kovacsi
- Gnophos kuldjana
- Gnophos lafauryata
- Gnophos latefasciata
- Gnophos lequatrei
- Gnophos leucastraria
- Gnophos libanotica
- Gnophos lignicolor
- Gnophos liliputaria
- Gnophos limosaria
- Gnophos lineata
- Gnophos lineolaria
- Gnophos lividata
- Gnophos longipenis
- Gnophos lusitana
- Gnophos lusitanica
- Gnophos luteopicta
- Gnophos lutescentaria
- Gnophos luticiliata
- Gnophos lutipennaria
- Gnophos macguffini
- Gnophos macroprion
- Gnophos maichuris
- Gnophos maledictus
- Gnophos mardinaria
- Gnophos marsicaria
- Gnophos maugrabinearia
- Gnophos mediorhenana
- Gnophos mendicaria
- Gnophos mendolensis
- Gnophos meridionalis
- Gnophos meyeraria
- Gnophos milvinaria
- Gnophos minor
- Gnophos minorasiaticus
- Gnophos monotona
- Gnophos mucidaria
- Gnophos mucidata
- Gnophos mundata
- Gnophos mutilata
- Gnophos myopata
- Gnophos myrtillata
- Gnophos nannodes
- Gnophos naryna
- Gnophos nigrescens
- Gnophos nimbata
- Gnophos nivea
- Gnophos notata
- Gnophos nubilarius
- Gnophos nubilata
- Gnophos nymphaliaria
- Gnophos obfuscaria
- Gnophos obfuscata
- Gnophos obscuraria
- Gnophos obscurata
- Gnophos obscuriorata
- Gnophos ochracearia
- Gnophos ochrea
- Gnophos ochrofasciata
- Gnophos omararia
- Gnophos oneraria
- Gnophos onustaria
- Gnophos operaria
- Gnophos ophthalmicata
- Gnophos orbicularia
- Gnophos orphninaria
- Gnophos orthogonia
- Gnophos pagranitus
- Gnophos palaestinensis
- Gnophos pallescens
- Gnophos pallidemarginata
- Gnophos panessacaria
- Gnophos pelengi
- Gnophos pentheri
- Gnophos perdita
- Gnophos perruptata
- Gnophos perspersaria
- Gnophos perspersata
- Gnophos perstrigata
- Gnophos persula
- Gnophos peruni
- Gnophos perviciniaria
- Gnophos petrina
- Gnophos pfeifferi
- Gnophos plumbearia
- Gnophos plumbeata
- Gnophos pollinaria
- Gnophos porphyratus
- Gnophos praeacutaria
- Gnophos praestigiaria
- Gnophos predotae
- Gnophos prouti
- Gnophos pseudosnelleni
- Gnophos pulchraria
- Gnophos pullaria
- Gnophos pullata
- Gnophos pullularia
- Gnophos pulverulenta
- Gnophos pupillata
- Gnophos püngeleri
- Gnophos pyrenaica
- Gnophos quadrimaculata
- Gnophos quadripustulata
- Gnophos radiata
- Gnophos ravistriolaria
- Gnophos recticostaria
- Gnophos reisseri
- Gnophos respersaria
- Gnophos restincta
- Gnophos retrusata
- Gnophos reverdini
- Gnophos rjabovi
- Gnophos roseotincta
- Gnophos rothschildi
- Gnophos rubefactaria
- Gnophos rubricimixta
- Gnophos rufitinctaria
- Gnophos rusticaria
- Gnophos sacraria
- Gnophos salvatorensis
- Gnophos sartaria
- Gnophos sartata
- Gnophos saturata
- Gnophos semiobscuraria
- Gnophos senicaria
- Gnophos sericaria
- Gnophos serotinaria
- Gnophos serotinoides
- Gnophos serraria
- Gnophos serratilinea
- Gnophos shantungensis
- Gnophos sheljuzhkoi
- Gnophos siberiata
- Gnophos sicula
- Gnophos signata
- Gnophos signatus
- Gnophos silesiaca
- Gnophos similaria
- Gnophos snelleni
- Gnophos sordaria
- Gnophos sounkeana
- Gnophos sphalera
- Gnophos sproengertsi
- Gnophos sprongeri
- Gnophos stachyphorus
- Gnophos staudingeri
- Gnophos stemmataria
- Gnophos stoliczkaria
- Gnophos stotzneri
- Gnophos strandiata
- Gnophos subclarilimbata
- Gnophos subfasciaria
- Gnophos subfulvaria
- Gnophos subglacialis
- Gnophos subpullata
- Gnophos subsignaria
- Gnophos subsplendidaria
- Gnophos subtaurica
- Gnophos subtila
- Gnophos subvariegata
- Gnophos sumpana
- Gnophos supinaria
- Gnophos supinata
- Gnophos supinodes
- Gnophos supurba
- Gnophos symmicta
- Gnophos syriaca
- Gnophos taftana
- Gnophos talvei
- Gnophos talyshensis
- Gnophos tangens
- Gnophos tatrensis
- Gnophos teberdensis
- Gnophos teldensis
- Gnophos tenebraria
- Gnophos tephrosiaria
- Gnophos thibetaria
- Gnophos tholeraria
- Gnophos tristaria
- Gnophos turatii
- Gnophos turfosaria
- Gnophos turpis
- Gnophos umbrosaria
- Gnophos unicolor
- Gnophos unicolorata
- Gnophos uniformata
- Gnophos uniformis
- Gnophos unilineata
- Gnophos urmensis
- Gnophos valdesignaria
- Gnophos wanensis
- Gnophos variegata
- Gnophos vastaria
- Gnophos vepretaria
- Gnophos viidaleppi
- Gnophos wiltshirei
- Gnophos vitreata
- Gnophos vizzavonae
- Gnophos woodiata
- Gnophos zaprjagaevi
- Gnophos zeitunaria
- Gnophos zejae